# Internationales Festival der Filmhochschulen München
Das Internationale Festival der Filmhochschulen München, auch bekannt als Filmschoolfest Munich, ist eines der weltweit bedeutendsten Nachwuchs-Filmfestivals. Es wurden bereits über 3.500 Filme gezeigt. Die 44. Ausgabe wird vom 14. bis 22. November 2025 stattfinden.

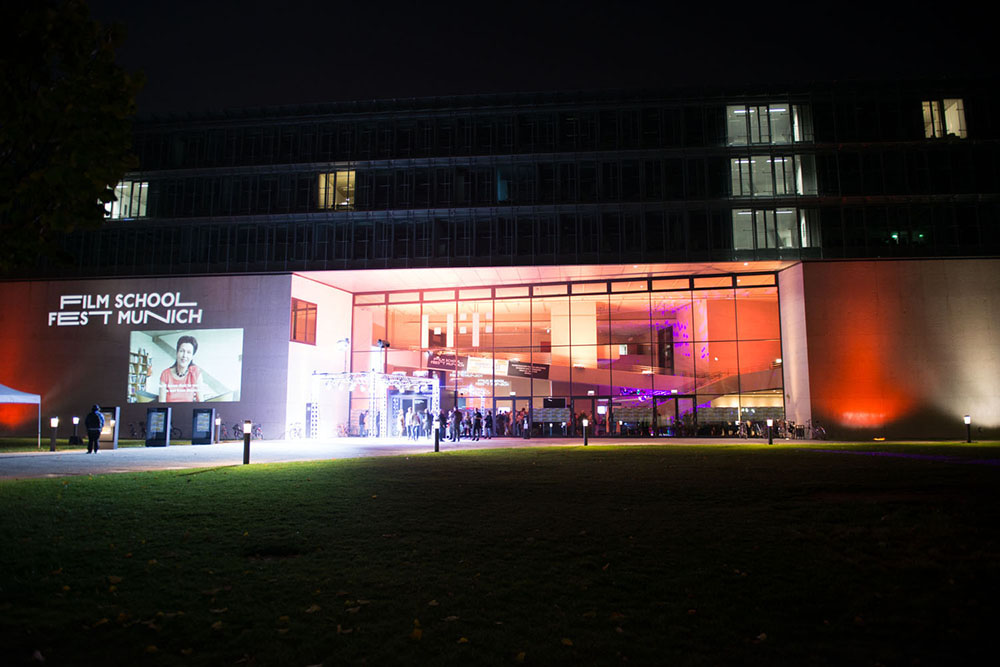
Filmschoolfest Munich Opening at HFF Munich

## Geschichte
Das Festival wurde 1981 von Wolfgang Längsfeld (1937–2012), seinerzeit Professor an der Hochschule für Fernsehen und Film München, gegründet und findet seither jährlich statt. Veranstalter ist die Internationale Münchner Filmwochen GmbH, die auch das Filmfest München ausrichtet. Festivalleiterin und Geschäftsführerin ist seit 2011 Diana Iljine.
Das 39. Festival fand vom 17. bis 23. November 2019 statt. Das 40. Festival fand aufgrund der COVID-19-Pandemie vom 12. bis 22. November 2020 als digitales Festival unter dem Namen Filmschoolfest Munich 39½ statt.

## Programm
Filmhochschulen aus aller Welt reichen jährlich aktuelle Produktionen ihrer Studenten ein, die von einer Expertenjury gesichtet werden. Die ausgewählten Kurzfilme laufen im Wettbewerb und werden von den Filmemachern persönlich vorgestellt. Sie konkurrieren um hochdotierte Preise, über die eine unabhängige Festivaljury unter Vorsitz eines Jurypräsidenten entscheidet. Zu den bisherigen Jurypräsidenten zählten Filmemacher wie beispielsweise Philip Gröning, Götz Otto, Marco Kreuzpaintner, Sebastian Schipper, Hans Steinbichler, Michael Ballhaus, Roland Emmerich, Wim Wenders und Bernd Eichinger.
Mehrere Preisträger berühmter Filmfestivals, wie Lars von Trier (späterer Gewinner der Goldenen Palme in Cannes), Maren Ade oder Thomas Vinterberg, Oscar-Preisträger wie Nick Park, Caroline Link, Jan Svěrák und Florian Gallenberger zeigten noch als Filmstudenten auf diesem Festival ihre ersten Werke. Renommierte deutsche Regisseure, wie Sönke Wortmann, Marcus H. Rosenmüller, Rainer Kaufmann oder Detlev Buck haben ihre Filme erstmals in München vor großem Publikum präsentiert.